# Jimenezia
Jimenezia is een geslacht van rechtvleugeligen uit de familie sabelsprinkhanen (Tettigoniidae). De wetenschappelijke naam van dit geslacht is voor het eerst geldig gepubliceerd in 1881 door Bolívar.

## Soorten
Het geslacht Jimenezia omvat de volgende soorten:
- Jimenezia elegans Bolívar, 1881
- Jimenezia incognita Piza, 1980